# Bačvište
Bačvište (cirill betűkkel Бачвиште) egy falu Szerbiában, a Pcsinyai körzetben, a Vladičin Hani községben.

## Népesség
- 1948-ban 324 lakosa volt.
- 1953-ban 345 lakosa volt.
- 1961-ben 260 lakosa volt.
- 1971-ben 191 lakosa volt.
- 1981-ben 134 lakosa volt.
- 1991-ben 97 lakosa volt
- 2002-ben 65 lakosa volt,[1] akik közül 63 szerb (96,92%) és 2 orosz.[2]